# Le Prese

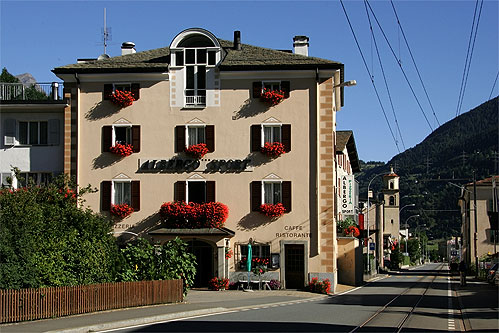
Via Principale in Le Prese

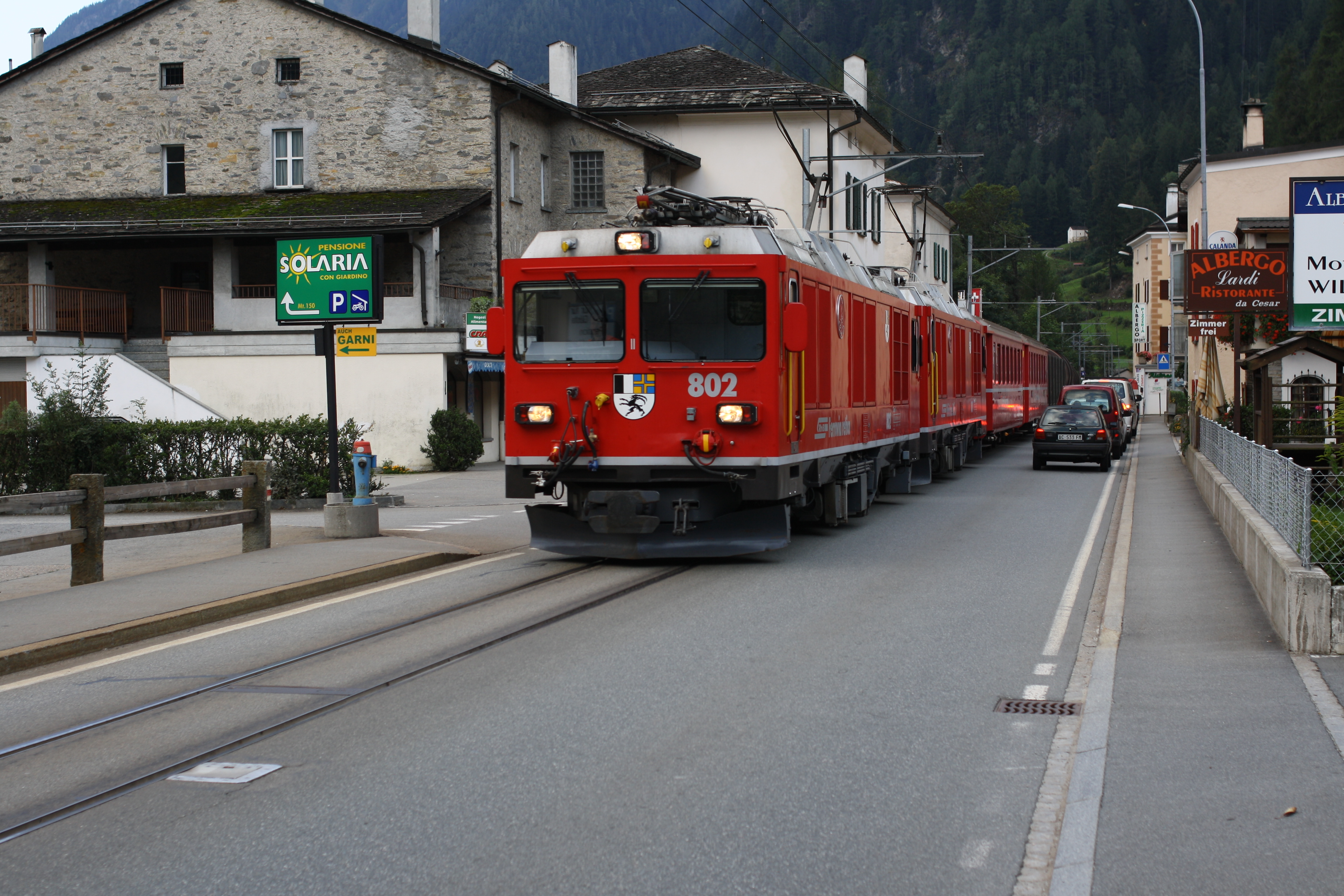
Zug der Berninabahn in der Via Principale (2009)

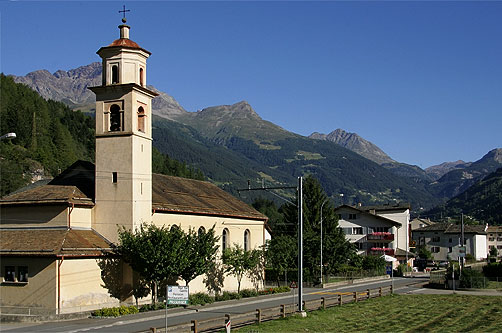
Kirche San Francesco in Le Prese

Le Prese ist ein Dorf im Puschlav im Kanton Graubünden.

## Beschreibung
Le Prese ist ein Ortsteil der Gemeinde Poschiavo. Es zeichnet sich aus durch seine privilegierte Lage am gleichnamigen See mit schwefelhaltigem Wasser im Uferbereich und einem Anlegesteg für die Schifffahrt, durch Hotels, herrschaftliche Parks und moderne Residenzen, alte Crotti, Sportinfrastrukturen und den Anbau von Heilkräutern und Blumen. Es hat etwa 300 Einwohner.
Über die Fraktion ist in der Antike nichts bekannt. Ihr Name lässt vermuten, dass die ersten Siedlungen ins Mittelalter zurückreichen. Le Prese leitet sich von „prehensae“ ab, einem mittellateinischen Wort, das Grundstücke in freier Wildbahn bezeichnete, die Private von der Kirchgemeinde oder der Gemeinde zum Zweck der Sanierung erhielten. Dies erklärt die Tatsache, dass der Ortsname „Le Prese“ oder „La Presa“ sowohl in der Ebene als auch auf den Bergen an verschiedenen Stellen des Val Poschiavo und im Veltlin zu finden ist.
Entsprechend seiner Entwicklungsphasen lässt sich der Weiler in drei Zonen einteilen. Die erste am See und entlang der Via Vecchia und der Crotti am Fusse des Berges; die zweite entlang der Kantonsstrasse und der Bahn; die dritte östlich dieser Verkehrsader, in neuen Ortsteilen mit einem neuen Strassennetz. Das erste Gebiet hat seine Wurzeln im Mittelalter, aber der Teil, der den ältesten Kern bildete (oberhalb der Villa Lardi), wurde abgerissen, als zu Beginn des letzten Jahrhunderts mit der Nutzung der Wasserkraft des Sees begonnen wurde. Die zweite Zone entwickelte sich im 19. Jahrhundert dank der Auswanderung nach Marseille, Rom und Australien, der dritte Bereich  nach dem Zweiten Weltkrieg.

## Geographie
Le Prese gehört zur Gemeinde Poschiavo und liegt am nördlichen Ende des Lago di Poschiavo, auf einer Höhe von 965 m ü. M. Der Ort besitzt eine Haltestelle der Berninabahn, deren Gleis auf der Hauptstrasse 29 verläuft.

## Sehenswürdigkeiten
Das Kurhaus Le Prese (Albergo Bagni Le Prese) ist ein besonders geschütztes Kulturgut.
Seit dem Mittelalter besteht ein Gotteshaus in Le Prese.